# 迈斯凯 (第聂伯罗彼得罗夫斯克州)

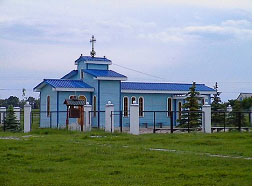
教堂

邁斯凯（烏克蘭語：Майське），是烏克蘭的村落，位於該國中部第聶伯羅彼得羅夫斯克州，由錫內利尼科韋區宰采韋市鎮負責管轄，處於別列茲涅古瓦塔河右岸，距離新米科拉伊夫卡1公里，海拔高度135米。